# Stefan Kunz
Stefan Kunz (Vaduz, 31 gennaio 1972) è un ex fondista liechtensteinese.

## Biografia
In Coppa del Mondo debuttò il 18 dicembre 1993 a Davos (110°) e ottenne il primo podio il 10 dicembre 1999 a Sappada (2°).
In carriera prese parte a tre edizioni dei Giochi olimpici invernali, Lillehammer 1994 (76° nella 10 km, 55° nella 30 km, 38° nella 50 km, 64° nell'inseguimento), Nagano 1998 (57° nella 10 km, 14° nella 30 km, 28° nella 50 km, 34° nell'inseguimento) e Salt Lake City 2002 (31° nella 30 km, 22° nella sprint, 43° nell'inseguimento), e a cinque dei Campionati mondiali (14° nella 15 km a Val di Fiemme 2003 il miglior risultato).

## Palmarès

### Coppa del Mondo
- Miglior piazzamento in classifica generale: 7º nel 2000
- 3 podi (tutti individuali[1])
  - 1 secondo posto
  - 2 terzi posti